# Bunjamin Shabani
Bunjamin Shabani (Kumanovo, 30 de enero de 1991) es un futbolista macedonio que juega en la demarcación de centrocampista para el FK Rabotnički de la Primera División de Macedonia del Norte.

## Selección nacional
Tras jugar en las categorías inferiores de la selección, finalmente debutó con la selección de fútbol de Macedonia del Norte el 22 de octubre de 2022. Lo hizo en un partido amistoso contra Arabia Saudita que finalizó con un resultado de 1-0 a favor del combinado saudita tras el gol de Saleh Al-Shehri.

## Clubes
| Club                 | País                | Año       | Partidos | Goles |
| -------------------- | ------------------- | --------- | -------- | ----- |
| FK Bashkimi Kumanovo | Macedonia del Norte | 2006-2008 | 13       | 6     |
| KF Milano Kumanovë   | Macedonia del Norte | 2008      | 0        | 0     |
| FC OPA               | Finlandia           | 2009-2010 | 6        | 3     |
| KF Shkupi            | Macedonia del Norte | 2010-2012 | 31       | 1     |
| KF Shkëndija         | Macedonia del Norte | 2012-2014 | 54       | 2     |
| Partizán de Tirana   | Albania             | 2014-2015 | 22       | 0     |
| KF Renova            | Macedonia del Norte | 2015-2017 | 41       | 2     |
| KF Shkupi            | Macedonia del Norte | 2017-2018 | 47       | 6     |
| Shirak SC            | Armenia             | 2018-2019 | 26       | 1     |
| FC Drita             | Kosovo              | 2019-2020 | 29       | 1     |
| FC Struga            | Macedonia del Norte | 2020-     | 104      | 17    |

## Palmarés

### Títulos nacionales
| Título                                  | Club         | País                | Año  |
| --------------------------------------- | ------------ | ------------------- | ---- |
| Primera División de Macedonia del Norte | F. C. Struga | Macedonia del Norte | 2023 |
| Primera División de Macedonia del Norte | F. C. Struga | Macedonia del Norte | 2024 |